# カルキディケーのクセノピロス

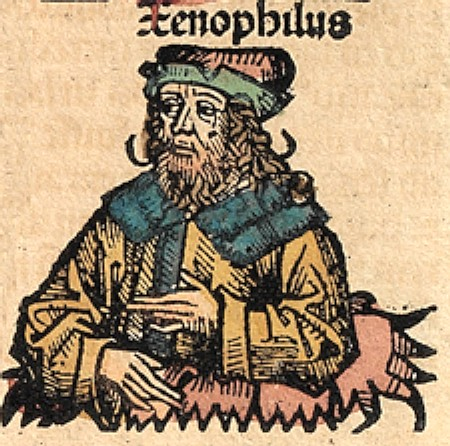
『ニュルンベルク年代記』において中世の学者風に描かれたクセノピロス

カルキディケーのクセノピロス（Xenophilus, Ξενόφιλος; 紀元前4世紀）は、 ピュタゴラス派の哲学者、音楽家。アウルス・ゲッリウスの説によると、クセノピロスはアリストクセノスと親しく交わったとされ、また、アリストクセノスにピュタゴラス派の教えを授けたのはクセノピロスであった可能性があるとされる。クセノピロスは、ピュタゴラス派の学統に連なる最後の世代に属していたと言われており、紀元前4世紀のアテーナイに住んでいたことが知られるたった一人のピュタゴラス派の人物である。ディオゲネス・ラエルティオスが引用するアリストクセノスによると、クセノピロスがある人に、息子を教育する最善の方法を尋ねられたとき、クセノピロスは、「ご子息を、よく統治された国の市民にすることですな」と答えたという。サモサタのルキアノスの作に帰せられている文献の推定するところによると、アリストクセノスは「クセノピロスは105歳まで生きた」と言ったとされる。クセノピロスは意外なことに、ルネサンス期に非常に尊敬され、人気のある哲学者になったが、その背景には大プリニウスが「クセノピロスは病に罹ることなく105歳まで生きた」と主張したことがあるのは明らかである。